# Lista di asteroidi (378001-379000)
Di seguito una lista di asteroidi dal numero 378001 al 379000 con data di scoperta e scopritore.

## 378001-378100
| Nome            | Designazione provvisoria | Data di scoperta  | Scopritore        |
| --------------- | ------------------------ | ----------------- | ----------------- |
| 378001 -        | 2006 RR98                | 15 settembre 2006 | Spacewatch        |
| 378002 ʻAkialoa | 2006 RK112               | 14 settembre 2006 | Masiero, J.       |
| 378003 -        | 2006 SW                  | 17 settembre 2006 | Ferrando, R.      |
| 378004 -        | 2006 SX25                | 16 settembre 2006 | CSS               |
| 378005 -        | 2006 SR31                | 17 settembre 2006 | Spacewatch        |
| 378006 -        | 2006 SX32                | 17 settembre 2006 | Spacewatch        |
| 378007 -        | 2006 SQ38                | 18 settembre 2006 | Spacewatch        |
| 378008 -        | 2006 SO43                | 16 settembre 2006 | CSS               |
| 378009 -        | 2006 SG46                | 18 settembre 2006 | Spacewatch        |
| 378010 -        | 2006 SP60                | 18 settembre 2006 | CSS               |
| 378011 -        | 2006 SK69                | 19 settembre 2006 | Spacewatch        |
| 378012 -        | 2006 SU70                | 19 settembre 2006 | Spacewatch        |
| 378013 -        | 2006 SV71                | 19 settembre 2006 | Spacewatch        |
| 378014 -        | 2006 SP149               | 19 settembre 2006 | Spacewatch        |
| 378015 -        | 2006 SM156               | 23 settembre 2006 | Spacewatch        |
| 378016 -        | 2006 SS161               | 24 settembre 2006 | Spacewatch        |
| 378017 -        | 2006 SB163               | 24 settembre 2006 | Spacewatch        |
| 378018 -        | 2006 SW164               | 25 settembre 2006 | Spacewatch        |
| 378019 -        | 2006 SL185               | 25 settembre 2006 | Spacewatch        |
| 378020 -        | 2006 SQ256               | 26 settembre 2006 | Spacewatch        |
| 378021 -        | 2006 SM259               | 26 settembre 2006 | Spacewatch        |
| 378022 -        | 2006 SD283               | 18 settembre 2006 | LONEOS            |
| 378023 -        | 2006 SS311               | 27 settembre 2006 | Spacewatch        |
| 378024 -        | 2006 SV314               | 27 settembre 2006 | Spacewatch        |
| 378025 -        | 2006 SX321               | 27 settembre 2006 | Spacewatch        |
| 378026 -        | 2006 SQ324               | 17 settembre 2006 | Spacewatch        |
| 378027 -        | 2006 SX326               | 27 settembre 2006 | Spacewatch        |
| 378028 -        | 2006 SU337               | 28 settembre 2006 | Spacewatch        |
| 378029 -        | 2006 SZ337               | 28 settembre 2006 | Spacewatch        |
| 378030 -        | 2006 SG352               | 30 settembre 2006 | CSS               |
| 378031 -        | 2006 SZ355               | 30 settembre 2006 | CSS               |
| 378032 -        | 2006 SH363               | 30 settembre 2006 | Mt. Lemmon Survey |
| 378033 -        | 2006 SQ391               | 18 settembre 2006 | Spacewatch        |
| 378034 -        | 2006 SH392               | 25 settembre 2006 | Mt. Lemmon Survey |
| 378035 -        | 2006 SE394               | 30 settembre 2006 | Mt. Lemmon Survey |
| 378036 -        | 2006 SD398               | 28 settembre 2006 | Mt. Lemmon Survey |
| 378037 -        | 2006 SE401               | 27 settembre 2006 | Mt. Lemmon Survey |
| 378038 -        | 2006 SM402               | 25 settembre 2006 | Spacewatch        |
| 378039 -        | 2006 SP405               | 16 settembre 2006 | Spacewatch        |
| 378040 -        | 2006 SY410               | 20 settembre 2006 | Spacewatch        |
| 378041 -        | 2006 SX411               | 28 settembre 2006 | CSS               |
| 378042 -        | 2006 TN12                | 22 dicembre 2003  | Spacewatch        |
| 378043 -        | 2006 TX20                | 11 ottobre 2006   | Spacewatch        |
| 378044 -        | 2006 TT22                | 11 ottobre 2006   | Spacewatch        |
| 378045 -        | 2006 TR23                | 11 ottobre 2006   | Spacewatch        |
| 378046 -        | 2006 TX23                | 30 settembre 2006 | Mt. Lemmon Survey |
| 378047 -        | 2006 TH32                | 12 ottobre 2006   | Spacewatch        |
| 378048 -        | 2006 TD33                | 12 ottobre 2006   | Spacewatch        |
| 378049 -        | 2006 TM34                | 12 ottobre 2006   | Spacewatch        |
| 378050 -        | 2006 TJ39                | 12 ottobre 2006   | Spacewatch        |
| 378051 -        | 2006 TY46                | 12 ottobre 2006   | Spacewatch        |
| 378052 -        | 2006 TA51                | 12 ottobre 2006   | Spacewatch        |
| 378053 -        | 2006 TC60                | 13 ottobre 2006   | Spacewatch        |
| 378054 -        | 2006 TF60                | 13 ottobre 2006   | Spacewatch        |
| 378055 -        | 2006 TN64                | 11 ottobre 2006   | Spacewatch        |
| 378056 -        | 2006 TM74                | 11 ottobre 2006   | NEAT              |
| 378057 -        | 2006 TW83                | 4 ottobre 2006    | Mt. Lemmon Survey |
| 378058 -        | 2006 TY84                | 4 ottobre 2006    | Mt. Lemmon Survey |
| 378059 -        | 2006 TL86                | 13 ottobre 2006   | Spacewatch        |
| 378060 -        | 2006 TE91                | 13 ottobre 2006   | Spacewatch        |
| 378061 -        | 2006 TZ91                | 13 ottobre 2006   | Spacewatch        |
| 378062 -        | 2006 TH93                | 2 ottobre 2006    | Mt. Lemmon Survey |
| 378063 -        | 2006 TL98                | 15 ottobre 2006   | Spacewatch        |
| 378064 -        | 2006 TU99                | 15 ottobre 2006   | Spacewatch        |
| 378065 -        | 2006 TL125               | 13 ottobre 2006   | Spacewatch        |
| 378066 -        | 2006 TN129               | 2 ottobre 2006    | CSS               |
| 378067 -        | 2006 UD6                 | 3 ottobre 2006    | Mt. Lemmon Survey |
| 378068 -        | 2006 UP13                | 17 ottobre 2006   | Mt. Lemmon Survey |
| 378069 -        | 2006 UT14                | 17 ottobre 2006   | Mt. Lemmon Survey |
| 378070 -        | 2006 US23                | 16 ottobre 2006   | Spacewatch        |
| 378071 -        | 2006 UB31                | 16 ottobre 2006   | Spacewatch        |
| 378072 -        | 2006 UY51                | 17 ottobre 2006   | Spacewatch        |
| 378073 -        | 2006 UB53                | 17 ottobre 2006   | Mt. Lemmon Survey |
| 378074 -        | 2006 UK54                | 17 ottobre 2006   | CSS               |
| 378075 -        | 2006 UJ62                | 17 ottobre 2006   | Mt. Lemmon Survey |
| 378076 Campani  | 2006 UQ64                | 23 ottobre 2006   | Casulli, V. S.    |
| 378077 -        | 2006 UE67                | 16 ottobre 2006   | Mt. Lemmon Survey |
| 378078 -        | 2006 UQ69                | 3 ottobre 2006    | Mt. Lemmon Survey |
| 378079 -        | 2006 US69                | 16 ottobre 2006   | CSS               |
| 378080 -        | 2006 UW71                | 17 ottobre 2006   | Spacewatch        |
| 378081 -        | 2006 UY72                | 17 ottobre 2006   | Spacewatch        |
| 378082 -        | 2006 UW82                | 2 ottobre 2006    | Mt. Lemmon Survey |
| 378083 -        | 2006 UH85                | 17 ottobre 2006   | Spacewatch        |
| 378084 -        | 2006 UM87                | 17 ottobre 2006   | Mt. Lemmon Survey |
| 378085 -        | 2006 UT88                | 17 ottobre 2006   | Spacewatch        |
| 378086 -        | 2006 UB89                | 17 ottobre 2006   | Spacewatch        |
| 378087 -        | 2006 UG90                | 17 ottobre 2006   | Spacewatch        |
| 378088 -        | 2006 UM92                | 18 ottobre 2006   | Spacewatch        |
| 378089 -        | 2006 UY93                | 18 ottobre 2006   | Spacewatch        |
| 378090 -        | 2006 UD96                | 18 ottobre 2006   | Spacewatch        |
| 378091 -        | 2006 UD107               | 18 ottobre 2006   | Spacewatch        |
| 378092 -        | 2006 UY108               | 18 ottobre 2006   | Spacewatch        |
| 378093 -        | 2006 UH111               | 29 agosto 2006    | LONEOS            |
| 378094 -        | 2006 UF134               | 3 ottobre 2006    | Mt. Lemmon Survey |
| 378095 -        | 2006 UP142               | 19 ottobre 2006   | Spacewatch        |
| 378096 -        | 2006 UY147               | 18 settembre 2006 | Spacewatch        |
| 378097 -        | 2006 UJ156               | 21 ottobre 2006   | Mt. Lemmon Survey |
| 378098 -        | 2006 UV169               | 21 ottobre 2006   | Mt. Lemmon Survey |
| 378099 -        | 2006 UF170               | 3 ottobre 2006    | Mt. Lemmon Survey |
| 378100 -        | 2006 UZ171               | 21 ottobre 2006   | Mt. Lemmon Survey |

## 378101-378200
| Nome     | Designazione provvisoria | Data di scoperta  | Scopritore        |
| -------- | ------------------------ | ----------------- | ----------------- |
| 378101 - | 2006 UG173               | 2 ottobre 2006    | Mt. Lemmon Survey |
| 378102 - | 2006 UR184               | 28 settembre 2006 | CSS               |
| 378103 - | 2006 UG200               | 21 ottobre 2006   | Spacewatch        |
| 378104 - | 2006 UR210               | 23 ottobre 2006   | Spacewatch        |
| 378105 - | 2006 UD218               | 28 settembre 2006 | Mt. Lemmon Survey |
| 378106 - | 2006 UG219               | 26 settembre 2006 | CSS               |
| 378107 - | 2006 UH219               | 16 ottobre 2006   | CSS               |
| 378108 - | 2006 UO223               | 19 ottobre 2006   | Mt. Lemmon Survey |
| 378109 - | 2006 UU224               | 19 ottobre 2006   | CSS               |
| 378110 - | 2006 UK236               | 23 ottobre 2006   | Spacewatch        |
| 378111 - | 2006 UQ237               | 23 ottobre 2006   | Spacewatch        |
| 378112 - | 2006 UG239               | 23 ottobre 2006   | Spacewatch        |
| 378113 - | 2006 UM244               | 27 ottobre 2006   | Mt. Lemmon Survey |
| 378114 - | 2006 UW253               | 27 ottobre 2006   | Mt. Lemmon Survey |
| 378115 - | 2006 UV257               | 28 ottobre 2006   | Mt. Lemmon Survey |
| 378116 - | 2006 UC259               | 28 ottobre 2006   | Mt. Lemmon Survey |
| 378117 - | 2006 UH280               | 28 ottobre 2006   | Mt. Lemmon Survey |
| 378118 - | 2006 UK280               | 30 settembre 2006 | Mt. Lemmon Survey |
| 378119 - | 2006 UW319               | 19 ottobre 2006   | Buie, M. W.       |
| 378120 - | 2006 UC328               | 16 ottobre 2006   | Spacewatch        |
| 378121 - | 2006 UU329               | 29 ottobre 2006   | Mt. Lemmon Survey |
| 378122 - | 2006 UC335               | 16 ottobre 2006   | CSS               |
| 378123 - | 2006 UK338               | 28 ottobre 2006   | Mt. Lemmon Survey |
| 378124 - | 2006 VT2                 | 11 novembre 2006  | Spacewatch        |
| 378125 - | 2006 VO7                 | 30 settembre 2006 | Mt. Lemmon Survey |
| 378126 - | 2006 VO9                 | 30 settembre 2006 | Mt. Lemmon Survey |
| 378127 - | 2006 VH10                | 11 novembre 2006  | Mt. Lemmon Survey |
| 378128 - | 2006 VA16                | 9 novembre 2006   | Spacewatch        |
| 378129 - | 2006 VB16                | 27 settembre 2006 | Mt. Lemmon Survey |
| 378130 - | 2006 VJ17                | 9 novembre 2006   | Spacewatch        |
| 378131 - | 2006 VZ20                | 9 novembre 2006   | Spacewatch        |
| 378132 - | 2006 VR25                | 10 novembre 2006  | Spacewatch        |
| 378133 - | 2006 VV29                | 10 novembre 2006  | Spacewatch        |
| 378134 - | 2006 VK35                | 11 novembre 2006  | Mt. Lemmon Survey |
| 378135 - | 2006 VE36                | 30 settembre 2006 | Mt. Lemmon Survey |
| 378136 - | 2006 VX41                | 30 settembre 2006 | Mt. Lemmon Survey |
| 378137 - | 2006 VS44                | 12 novembre 2006  | Mt. Lemmon Survey |
| 378138 - | 2006 VW45                | 19 ottobre 2006   | Mt. Lemmon Survey |
| 378139 - | 2006 VW46                | 9 novembre 2006   | Spacewatch        |
| 378140 - | 2006 VF60                | 11 novembre 2006  | Spacewatch        |
| 378141 - | 2006 VP67                | 11 novembre 2006  | Spacewatch        |
| 378142 - | 2006 VR78                | 12 novembre 2006  | Mt. Lemmon Survey |
| 378143 - | 2006 VT78                | 12 novembre 2006  | Mt. Lemmon Survey |
| 378144 - | 2006 VG79                | 12 novembre 2006  | Mt. Lemmon Survey |
| 378145 - | 2006 VP83                | 13 ottobre 2006   | Spacewatch        |
| 378146 - | 2006 VZ89                | 14 novembre 2006  | Spacewatch        |
| 378147 - | 2006 VW90                | 23 ottobre 2006   | Spacewatch        |
| 378148 - | 2006 VF107               | 27 settembre 2006 | Mt. Lemmon Survey |
| 378149 - | 2006 VR113               | 28 settembre 2006 | Mt. Lemmon Survey |
| 378150 - | 2006 VY114               | 27 settembre 2006 | Mt. Lemmon Survey |
| 378151 - | 2006 VS115               | 14 novembre 2006  | Spacewatch        |
| 378152 - | 2006 VQ117               | 14 novembre 2006  | Spacewatch        |
| 378153 - | 2006 VK140               | 15 novembre 2006  | Spacewatch        |
| 378154 - | 2006 VT140               | 15 novembre 2006  | Spacewatch        |
| 378155 - | 2006 VU140               | 15 novembre 2006  | Spacewatch        |
| 378156 - | 2006 VV146               | 15 novembre 2006  | Mt. Lemmon Survey |
| 378157 - | 2006 VQ150               | 9 novembre 2006   | NEAT              |
| 378158 - | 2006 VM153               | 8 novembre 2006   | NEAT              |
| 378159 - | 2006 VB170               | 11 novembre 2006  | Mt. Lemmon Survey |
| 378160 - | 2006 WX1                 | 19 novembre 2006  | CSS               |
| 378161 - | 2006 WK4                 | 18 novembre 2006  | LINEAR            |
| 378162 - | 2006 WQ7                 | 16 novembre 2006  | Spacewatch        |
| 378163 - | 2006 WC8                 | 16 novembre 2006  | LINEAR            |
| 378164 - | 2006 WT39                | 16 novembre 2006  | Spacewatch        |
| 378165 - | 2006 WC43                | 16 novembre 2006  | Mt. Lemmon Survey |
| 378166 - | 2006 WV45                | 16 novembre 2006  | Mt. Lemmon Survey |
| 378167 - | 2006 WR51                | 16 novembre 2006  | Spacewatch        |
| 378168 - | 2006 WC60                | 23 ottobre 2006   | Mt. Lemmon Survey |
| 378169 - | 2006 WF75                | 18 novembre 2006  | Spacewatch        |
| 378170 - | 2006 WF79                | 18 novembre 2006  | Spacewatch        |
| 378171 - | 2006 WY79                | 18 novembre 2006  | Spacewatch        |
| 378172 - | 2006 WV96                | 19 ottobre 2006   | Mt. Lemmon Survey |
| 378173 - | 2006 WN106               | 19 novembre 2006  | Spacewatch        |
| 378174 - | 2006 WF110               | 19 novembre 2006  | Spacewatch        |
| 378175 - | 2006 WA129               | 23 novembre 2006  | Mt. Lemmon Survey |
| 378176 - | 2006 WB162               | 23 novembre 2006  | Spacewatch        |
| 378177 - | 2006 WY167               | 23 novembre 2006  | Spacewatch        |
| 378178 - | 2006 WG171               | 23 novembre 2006  | Spacewatch        |
| 378179 - | 2006 WL182               | 24 novembre 2006  | Mt. Lemmon Survey |
| 378180 - | 2006 WY183               | 25 novembre 2006  | Mt. Lemmon Survey |
| 378181 - | 2006 WG198               | 27 novembre 2006  | Mt. Lemmon Survey |
| 378182 - | 2006 WU202               | 27 novembre 2006  | Mt. Lemmon Survey |
| 378183 - | 2006 XK7                 | 9 dicembre 2006   | Spacewatch        |
| 378184 - | 2006 XD10                | 18 novembre 2006  | Spacewatch        |
| 378185 - | 2006 XF11                | 10 dicembre 2006  | Spacewatch        |
| 378186 - | 2006 XZ16                | 10 dicembre 2006  | Spacewatch        |
| 378187 - | 2006 XG17                | 10 dicembre 2006  | Spacewatch        |
| 378188 - | 2006 XA23                | 19 novembre 2006  | Spacewatch        |
| 378189 - | 2006 XD29                | 13 dicembre 2006  | Mt. Lemmon Survey |
| 378190 - | 2006 XO33                | 11 dicembre 2006  | Spacewatch        |
| 378191 - | 2006 XP33                | 11 dicembre 2006  | Spacewatch        |
| 378192 - | 2006 XH43                | 12 dicembre 2006  | Mt. Lemmon Survey |
| 378193 - | 2006 XF45                | 13 dicembre 2006  | Spacewatch        |
| 378194 - | 2006 XN53                | 14 dicembre 2006  | CSS               |
| 378195 - | 2006 XA55                | 15 dicembre 2006  | LINEAR            |
| 378196 - | 2006 XT58                | 14 dicembre 2006  | Spacewatch        |
| 378197 - | 2006 XG70                | 13 dicembre 2006  | Spacewatch        |
| 378198 - | 2006 XJ70                | 22 ottobre 2006   | Mt. Lemmon Survey |
| 378199 - | 2006 YL21                | 21 dicembre 2006  | Spacewatch        |
| 378200 - | 2006 YL26                | 10 dicembre 2006  | Spacewatch        |

## 378201-378300
| Nome               | Designazione provvisoria | Data di scoperta | Scopritore            |
| ------------------ | ------------------------ | ---------------- | --------------------- |
| 378201 -           | 2006 YY29                | 21 dicembre 2006 | Spacewatch            |
| 378202 -           | 2006 YV36                | 22 novembre 2006 | Mt. Lemmon Survey     |
| 378203 -           | 2006 YW42                | 23 dicembre 2006 | Mt. Lemmon Survey     |
| 378204 Bettyhesser | 2006 YF49                | 26 dicembre 2006 | Balam, D. D.          |
| 378205 -           | 2006 YP49                | 28 dicembre 2006 | Ferrando, R.          |
| 378206 -           | 2006 YQ55                | 24 dicembre 2006 | Mt. Lemmon Survey     |
| 378207 -           | 2007 AH1                 | 8 gennaio 2007   | Mt. Lemmon Survey     |
| 378208 -           | 2007 AK1                 | 8 gennaio 2007   | Mt. Lemmon Survey     |
| 378209 -           | 2007 AA4                 | 8 gennaio 2007   | CSS                   |
| 378210 -           | 2007 AR8                 | 27 novembre 2006 | Mt. Lemmon Survey     |
| 378211 -           | 2007 AK9                 | 13 gennaio 2007  | Ferrando, R.          |
| 378212 -           | 2007 AO9                 | 8 gennaio 2007   | Spacewatch            |
| 378213 -           | 2007 AF11                | 10 gennaio 2007  | Mt. Lemmon Survey     |
| 378214 Sauron      | 2007 AP11                | 14 gennaio 2007  | Schwab, E., Kling, R. |
| 378215 -           | 2007 AZ12                | 9 gennaio 2007   | Mt. Lemmon Survey     |
| 378216 -           | 2007 AZ18                | 16 luglio 2001   | LINEAR                |
| 378217 -           | 2007 AB25                | 24 dicembre 2006 | Spacewatch            |
| 378218 -           | 2007 BD12                | 17 gennaio 2007  | Spacewatch            |
| 378219 -           | 2007 BY16                | 17 gennaio 2007  | NEAT                  |
| 378220 -           | 2007 BD17                | 21 dicembre 2006 | Spacewatch            |
| 378221 -           | 2007 BO17                | 17 gennaio 2007  | NEAT                  |
| 378222 -           | 2007 BW18                | 9 dicembre 2002  | Spacewatch            |
| 378223 -           | 2007 BJ21                | 24 gennaio 2007  | LINEAR                |
| 378224 -           | 2007 BW21                | 24 gennaio 2007  | LINEAR                |
| 378225 -           | 2007 BD27                | 24 gennaio 2007  | CSS                   |
| 378226 -           | 2007 BK27                | 27 dicembre 2006 | Mt. Lemmon Survey     |
| 378227 -           | 2007 BT29                | 24 gennaio 2007  | LINEAR                |
| 378228 -           | 2007 BD39                | 24 gennaio 2007  | CSS                   |
| 378229 -           | 2007 BO55                | 24 gennaio 2007  | LINEAR                |
| 378230 -           | 2007 BY64                | 27 gennaio 2007  | Mt. Lemmon Survey     |
| 378231 -           | 2007 BF74                | 17 gennaio 2007  | NEAT                  |
| 378232 -           | 2007 BO77                | 17 gennaio 2007  | Spacewatch            |
| 378233 -           | 2007 BJ78                | 24 gennaio 2007  | CSS                   |
| 378234 -           | 2007 BJ81                | 27 gennaio 2007  | Spacewatch            |
| 378235 -           | 2007 BO96                | 19 gennaio 2007  | Mauna Kea             |
| 378236 -           | 2007 BD101               | 27 gennaio 2007  | Spacewatch            |
| 378237 -           | 2007 CF                  | 10 gennaio 2007  | Mt. Lemmon Survey     |
| 378238 -           | 2007 CB1                 | 10 gennaio 2007  | Mt. Lemmon Survey     |
| 378239 -           | 2007 CJ5                 | 17 gennaio 2007  | Mt. Lemmon Survey     |
| 378240 -           | 2007 CJ7                 | 27 novembre 2006 | Mt. Lemmon Survey     |
| 378241 -           | 2007 CY10                | 6 febbraio 2007  | Mt. Lemmon Survey     |
| 378242 -           | 2007 CR12                | 6 febbraio 2007  | Mt. Lemmon Survey     |
| 378243 -           | 2007 CU22                | 6 febbraio 2007  | Mt. Lemmon Survey     |
| 378244 -           | 2007 CN36                | 6 febbraio 2007  | Mt. Lemmon Survey     |
| 378245 -           | 2007 CZ40                | 7 febbraio 2007  | Spacewatch            |
| 378246 -           | 2007 CD44                | 17 gennaio 2007  | Spacewatch            |
| 378247 -           | 2007 CK61                | 15 febbraio 2007 | CSS                   |
| 378248 -           | 2007 CX63                | 27 dicembre 2006 | Mt. Lemmon Survey     |
| 378249 -           | 2007 DK4                 | 16 febbraio 2007 | Mt. Lemmon Survey     |
| 378250 -           | 2007 DW9                 | 17 febbraio 2007 | NEAT                  |
| 378251 -           | 2007 DN10                | 17 febbraio 2007 | Spacewatch            |
| 378252 -           | 2007 DP18                | 17 febbraio 2007 | Spacewatch            |
| 378253 -           | 2007 DT19                | 17 febbraio 2007 | Spacewatch            |
| 378254 -           | 2007 DD20                | 17 febbraio 2007 | Spacewatch            |
| 378255 -           | 2007 DP35                | 17 febbraio 2007 | Spacewatch            |
| 378256 -           | 2007 DO37                | 17 febbraio 2007 | Spacewatch            |
| 378257 -           | 2007 DS48                | 21 febbraio 2007 | Mt. Lemmon Survey     |
| 378258 -           | 2007 DW51                | 25 ottobre 2005  | Mt. Lemmon Survey     |
| 378259 -           | 2007 DO69                | 21 febbraio 2007 | Spacewatch            |
| 378260 -           | 2007 DN73                | 21 febbraio 2007 | Spacewatch            |
| 378261 -           | 2007 DD78                | 23 febbraio 2007 | CSS                   |
| 378262 -           | 2007 DH101               | 26 febbraio 2007 | Mt. Lemmon Survey     |
| 378263 -           | 2007 DC103               | 21 febbraio 2007 | Buie, M. W.           |
| 378264 -           | 2007 DX111               | 25 febbraio 2007 | Spacewatch            |
| 378265 -           | 2007 ES8                 | 16 febbraio 2007 | Mt. Lemmon Survey     |
| 378266 -           | 2007 ED10                | 10 marzo 2007    | Young, J. W.          |
| 378267 -           | 2007 EE10                | 10 marzo 2007    | Christophe, B.        |
| 378268 -           | 2007 EM12                | 9 marzo 2007     | NEAT                  |
| 378269 -           | 2007 ER14                | 9 marzo 2007     | Mt. Lemmon Survey     |
| 378270 -           | 2007 EA22                | 10 marzo 2007    | Spacewatch            |
| 378271 -           | 2007 ER30                | 10 marzo 2007    | Spacewatch            |
| 378272 -           | 2007 EJ40                | 12 marzo 2007    | Bickel, W.            |
| 378273 -           | 2007 EB51                | 10 marzo 2007    | Spacewatch            |
| 378274 -           | 2007 EB53                | 17 febbraio 2007 | CSS                   |
| 378275 -           | 2007 ET54                | 22 febbraio 2007 | Spacewatch            |
| 378276 -           | 2007 EO69                | 10 marzo 2007    | Spacewatch            |
| 378277 -           | 2007 EU69                | 10 marzo 2007    | Spacewatch            |
| 378278 -           | 2007 EE70                | 10 marzo 2007    | Spacewatch            |
| 378279 -           | 2007 EH86                | 12 marzo 2007    | Spacewatch            |
| 378280 -           | 2007 EL89                | 9 marzo 2007     | Spacewatch            |
| 378281 -           | 2007 EM89                | 9 marzo 2007     | Spacewatch            |
| 378282 -           | 2007 EA96                | 9 marzo 2007     | CSS                   |
| 378283 -           | 2007 EW116               | 13 marzo 2007    | Mt. Lemmon Survey     |
| 378284 -           | 2007 ES118               | 13 marzo 2007    | Mt. Lemmon Survey     |
| 378285 -           | 2007 EQ119               | 13 marzo 2007    | Mt. Lemmon Survey     |
| 378286 -           | 2007 EM129               | 30 aprile 2003   | Spacewatch            |
| 378287 -           | 2007 EF131               | 9 marzo 2007     | Mt. Lemmon Survey     |
| 378288 -           | 2007 EX132               | 9 marzo 2007     | Mt. Lemmon Survey     |
| 378289 -           | 2007 EH134               | 9 marzo 2007     | Mt. Lemmon Survey     |
| 378290 -           | 2007 EF136               | 10 marzo 2007    | Mt. Lemmon Survey     |
| 378291 -           | 2007 ER146               | 26 febbraio 2007 | Mt. Lemmon Survey     |
| 378292 -           | 2007 EP150               | 12 marzo 2007    | Mt. Lemmon Survey     |
| 378293 -           | 2007 EW153               | 12 marzo 2007    | Mt. Lemmon Survey     |
| 378294 -           | 2007 EO157               | 13 marzo 2007    | Mt. Lemmon Survey     |
| 378295 -           | 2007 EP157               | 13 marzo 2007    | Mt. Lemmon Survey     |
| 378296 -           | 2007 EC158               | 13 marzo 2007    | Spacewatch            |
| 378297 -           | 2007 EL176               | 14 marzo 2007    | Spacewatch            |
| 378298 -           | 2007 ES178               | 14 marzo 2007    | Spacewatch            |
| 378299 -           | 2007 EX180               | 14 marzo 2007    | Spacewatch            |
| 378300 -           | 2007 EG191               | 13 marzo 2007    | Spacewatch            |

## 378301-378400
| Nome         | Designazione provvisoria | Data di scoperta  | Scopritore                        |
| ------------ | ------------------------ | ----------------- | --------------------------------- |
| 378301 -     | 2007 EH200               | 12 marzo 2007     | CSS                               |
| 378302 -     | 2007 EE212               | 8 marzo 2007      | NEAT                              |
| 378303 -     | 2007 EP214               | 11 marzo 2007     | Mt. Lemmon Survey                 |
| 378304 -     | 2007 EN217               | 11 marzo 2007     | Mt. Lemmon Survey                 |
| 378305 -     | 2007 FC1                 | 18 marzo 2007     | CSS                               |
| 378306 -     | 2007 FB11                | 16 marzo 2007     | Spacewatch                        |
| 378307 -     | 2007 FO12                | 18 marzo 2007     | Spacewatch                        |
| 378308 -     | 2007 FD14                | 19 marzo 2007     | Mt. Lemmon Survey                 |
| 378309 -     | 2007 FK21                | 20 marzo 2007     | Mt. Lemmon Survey                 |
| 378310 -     | 2007 FB27                | 20 marzo 2007     | Spacewatch                        |
| 378311 -     | 2007 FR36                | 26 marzo 2007     | Spacewatch                        |
| 378312 -     | 2007 FY43                | 16 marzo 2007     | Mt. Lemmon Survey                 |
| 378313 -     | 2007 FF45                | 20 marzo 2007     | Mt. Lemmon Survey                 |
| 378314 -     | 2007 FV46                | 18 marzo 2007     | Spacewatch                        |
| 378315 -     | 2007 FL47                | 26 marzo 2007     | Mt. Lemmon Survey                 |
| 378316 -     | 2007 FM49                | 20 marzo 2007     | CSS                               |
| 378317 -     | 2007 FA50                | 25 marzo 2007     | Mt. Lemmon Survey                 |
| 378318 -     | 2007 GC4                 | 11 aprile 2007    | CSS                               |
| 378319 -     | 2007 GM5                 | 14 aprile 2007    | Bickel, W.                        |
| 378320 -     | 2007 GR6                 | 17 marzo 2007     | LONEOS                            |
| 378321 -     | 2007 GC17                | 11 aprile 2007    | Spacewatch                        |
| 378322 -     | 2007 GX26                | 14 aprile 2007    | Spacewatch                        |
| 378323 -     | 2007 GS36                | 14 aprile 2007    | Spacewatch                        |
| 378324 -     | 2007 GO37                | 14 aprile 2007    | Spacewatch                        |
| 378325 -     | 2007 GT40                | 14 aprile 2007    | Spacewatch                        |
| 378326 -     | 2007 GH45                | 14 aprile 2007    | Spacewatch                        |
| 378327 -     | 2007 GA46                | 14 aprile 2007    | Spacewatch                        |
| 378328 -     | 2007 GQ55                | 15 aprile 2007    | Spacewatch                        |
| 378329 -     | 2007 GG56                | 15 aprile 2007    | Spacewatch                        |
| 378330 -     | 2007 GO64                | 15 aprile 2007    | Spacewatch                        |
| 378331 -     | 2007 GX64                | 15 aprile 2007    | Spacewatch                        |
| 378332 -     | 2007 GY75                | 11 aprile 2007    | Mt. Lemmon Survey                 |
| 378333 -     | 2007 HW6                 | 18 marzo 2007     | Spacewatch                        |
| 378334 -     | 2007 HM9                 | 18 aprile 2007    | Spacewatch                        |
| 378335 -     | 2007 HS9                 | 26 marzo 2007     | Spacewatch                        |
| 378336 -     | 2007 HM13                | 18 aprile 2007    | CSS                               |
| 378337 -     | 2007 HP31                | 15 aprile 2007    | Spacewatch                        |
| 378338 -     | 2007 HX31                | 19 aprile 2007    | Spacewatch                        |
| 378339 -     | 2007 HB35                | 19 aprile 2007    | Spacewatch                        |
| 378340 -     | 2007 HV42                | 22 aprile 2007    | Mt. Lemmon Survey                 |
| 378341 -     | 2007 HV47                | 20 aprile 2007    | Spacewatch                        |
| 378342 -     | 2007 HP48                | 20 aprile 2007    | Spacewatch                        |
| 378343 -     | 2007 HR51                | 19 novembre 2004  | CSS                               |
| 378344 -     | 2007 HS59                | 18 aprile 2007    | Mt. Lemmon Survey                 |
| 378345 -     | 2007 HQ63                | 22 aprile 2007    | Mt. Lemmon Survey                 |
| 378346 -     | 2007 HN69                | 24 aprile 2007    | Mt. Lemmon Survey                 |
| 378347 -     | 2007 HS80                | 16 marzo 2007     | Spacewatch                        |
| 378348 -     | 2007 HA83                | 22 aprile 2007    | Spacewatch                        |
| 378349 -     | 2007 HK87                | 24 aprile 2007    | Spacewatch                        |
| 378350 -     | 2007 HP87                | 25 aprile 2007    | Spacewatch                        |
| 378351 -     | 2007 HF97                | 19 aprile 2007    | Mt. Lemmon Survey                 |
| 378352 -     | 2007 JC9                 | 9 maggio 2007     | Mt. Lemmon Survey                 |
| 378353 -     | 2007 JR21                | 9 maggio 2007     | Mt. Lemmon Survey                 |
| 378354 -     | 2007 JU23                | 8 maggio 2007     | LUSS                              |
| 378355 -     | 2007 KG2                 | 18 maggio 2007    | Astronomical Research Observatory |
| 378356 -     | 2007 KL2                 | 19 maggio 2007    | Hoenig, S. F., Teamo, N.          |
| 378357 -     | 2007 KS3                 | 23 maggio 2007    | Mt. Lemmon Survey                 |
| 378358 -     | 2007 LD                  | 7 giugno 2007     | LINEAR                            |
| 378359 -     | 2007 LX2                 | 8 giugno 2007     | Spacewatch                        |
| 378360 -     | 2007 LH7                 | 8 giugno 2007     | Spacewatch                        |
| 378361 -     | 2007 LA14                | 30 settembre 2005 | CSS                               |
| 378362 -     | 2007 LZ15                | 10 giugno 2007    | Spacewatch                        |
| 378363 -     | 2007 LK17                | 10 giugno 2007    | Spacewatch                        |
| 378364 -     | 2007 LU24                | 14 giugno 2007    | Spacewatch                        |
| 378365 -     | 2007 LL25                | 14 giugno 2007    | Spacewatch                        |
| 378366 -     | 2007 MR2                 | 16 giugno 2007    | Spacewatch                        |
| 378367 -     | 2007 MB5                 | 17 giugno 2007    | Spacewatch                        |
| 378368 -     | 2007 MR5                 | 19 novembre 2003  | LONEOS                            |
| 378369 -     | 2007 ME16                | 20 giugno 2007    | Spacewatch                        |
| 378370 Orton | 2007 ON5                 | 24 luglio 2007    | Young, J. W.                      |
| 378371 -     | 2007 PH13                | 8 agosto 2007     | LINEAR                            |
| 378372 -     | 2007 PA14                | 8 agosto 2007     | LINEAR                            |
| 378373 -     | 2007 PU14                | 8 agosto 2007     | LINEAR                            |
| 378374 -     | 2007 PP23                | 9 giugno 2007     | CSS                               |
| 378375 -     | 2007 PZ23                | 12 agosto 2007    | LINEAR                            |
| 378376 -     | 2007 PM25                | 13 agosto 2007    | LINEAR                            |
| 378377 -     | 2007 PY29                | 8 agosto 2007     | LINEAR                            |
| 378378 -     | 2007 PF34                | 13 agosto 2007    | LINEAR                            |
| 378379 -     | 2007 QM                  | 16 agosto 2007    | LINEAR                            |
| 378380 -     | 2007 QN10                | 23 agosto 2007    | Spacewatch                        |
| 378381 -     | 2007 QG13                | 21 agosto 2007    | Siding Spring Survey              |
| 378382 -     | 2007 QB14                | 24 agosto 2007    | Spacewatch                        |
| 378383 -     | 2007 QN14                | 23 agosto 2007    | Spacewatch                        |
| 378384 -     | 2007 QR14                | 24 agosto 2007    | Spacewatch                        |
| 378385 -     | 2007 QB15                | 24 agosto 2007    | Spacewatch                        |
| 378386 -     | 2007 QH15                | 23 agosto 2007    | Spacewatch                        |
| 378387 -     | 2007 QR16                | 21 agosto 2007    | LONEOS                            |
| 378388 -     | 2007 QW17                | 24 agosto 2007    | Spacewatch                        |
| 378389 -     | 2007 RL3                 | 3 settembre 2007  | CSS                               |
| 378390 -     | 2007 RX6                 | 8 marzo 2005      | CSS                               |
| 378391 -     | 2007 RX28                | 4 settembre 2007  | Mt. Lemmon Survey                 |
| 378392 -     | 2007 RP29                | 4 settembre 2007  | CSS                               |
| 378393 -     | 2007 RG31                | 5 settembre 2007  | CSS                               |
| 378394 -     | 2007 RC40                | 9 settembre 2007  | Spacewatch                        |
| 378395 -     | 2007 RU45                | 9 settembre 2007  | Spacewatch                        |
| 378396 -     | 2007 RO46                | 9 settembre 2007  | Spacewatch                        |
| 378397 -     | 2007 RQ52                | 9 settembre 2007  | Mt. Lemmon Survey                 |
| 378398 -     | 2007 RN53                | 9 settembre 2007  | Spacewatch                        |
| 378399 -     | 2007 RY55                | 9 settembre 2007  | Spacewatch                        |
| 378400 -     | 2007 RM59                | 10 settembre 2007 | Spacewatch                        |

## 378401-378500
| Nome     | Designazione provvisoria | Data di scoperta  | Scopritore               |
| -------- | ------------------------ | ----------------- | ------------------------ |
| 378401 - | 2007 RD70                | 10 settembre 2007 | Spacewatch               |
| 378402 - | 2007 RE71                | 3 settembre 2007  | CSS                      |
| 378403 - | 2007 RL74                | 10 agosto 2007    | Spacewatch               |
| 378404 - | 2007 RS77                | 10 settembre 2007 | Mt. Lemmon Survey        |
| 378405 - | 2007 RS90                | 10 settembre 2007 | Mt. Lemmon Survey        |
| 378406 - | 2007 RB95                | 10 settembre 2007 | Spacewatch               |
| 378407 - | 2007 RQ96                | 10 settembre 2007 | Spacewatch               |
| 378408 - | 2007 RV108               | 11 settembre 2007 | Spacewatch               |
| 378409 - | 2007 RZ108               | 11 settembre 2007 | Spacewatch               |
| 378410 - | 2007 RR118               | 11 settembre 2007 | Mt. Lemmon Survey        |
| 378411 - | 2007 RS119               | 11 settembre 2007 | PMO NEO Survey Program   |
| 378412 - | 2007 RJ128               | 12 settembre 2007 | Mt. Lemmon Survey        |
| 378413 - | 2007 RR128               | 12 settembre 2007 | Mt. Lemmon Survey        |
| 378414 - | 2007 RX129               | 12 settembre 2007 | Mt. Lemmon Survey        |
| 378415 - | 2007 RL130               | 12 settembre 2007 | Mt. Lemmon Survey        |
| 378416 - | 2007 RU143               | 14 settembre 2007 | LINEAR                   |
| 378417 - | 2007 RV166               | 10 settembre 2007 | Spacewatch               |
| 378418 - | 2007 RV174               | 10 settembre 2007 | Spacewatch               |
| 378419 - | 2007 RU187               | 5 settembre 2007  | LONEOS                   |
| 378420 - | 2007 RR201               | 29 febbraio 2004  | Spacewatch               |
| 378421 - | 2007 RX205               | 10 settembre 2007 | Mt. Lemmon Survey        |
| 378422 - | 2007 RP207               | 10 settembre 2007 | Spacewatch               |
| 378423 - | 2007 RM209               | 10 settembre 2007 | Spacewatch               |
| 378424 - | 2007 RK212               | 11 settembre 2007 | Spacewatch               |
| 378425 - | 2007 RY220               | 14 settembre 2007 | Mt. Lemmon Survey        |
| 378426 - | 2007 RV221               | 14 settembre 2007 | Mt. Lemmon Survey        |
| 378427 - | 2007 RU222               | 14 settembre 2007 | Siding Spring Survey     |
| 378428 - | 2007 RD224               | 10 settembre 2007 | Spacewatch               |
| 378429 - | 2007 RL224               | 10 settembre 2007 | Spacewatch               |
| 378430 - | 2007 RE230               | 11 settembre 2007 | Spacewatch               |
| 378431 - | 2007 RV232               | 11 settembre 2007 | PMO NEO Survey Program   |
| 378432 - | 2007 RP239               | 14 settembre 2007 | LONEOS                   |
| 378433 - | 2007 RT246               | 12 settembre 2007 | CSS                      |
| 378434 - | 2007 RT249               | 13 settembre 2007 | CSS                      |
| 378435 - | 2007 RA250               | 13 settembre 2007 | Spacewatch               |
| 378436 - | 2007 RG267               | 15 settembre 2007 | Spacewatch               |
| 378437 - | 2007 RJ269               | 15 settembre 2007 | Spacewatch               |
| 378438 - | 2007 RO272               | 15 settembre 2007 | Spacewatch               |
| 378439 - | 2007 RJ285               | 13 settembre 2007 | Mt. Lemmon Survey        |
| 378440 - | 2007 RO289               | 12 settembre 2007 | Mt. Lemmon Survey        |
| 378441 - | 2007 RO292               | 12 settembre 2007 | Mt. Lemmon Survey        |
| 378442 - | 2007 RO293               | 13 settembre 2007 | Mt. Lemmon Survey        |
| 378443 - | 2007 RQ293               | 13 settembre 2007 | Mt. Lemmon Survey        |
| 378444 - | 2007 RA296               | 15 settembre 2007 | Spacewatch               |
| 378445 - | 2007 RA301               | 12 settembre 2007 | Mt. Lemmon Survey        |
| 378446 - | 2007 RD301               | 12 settembre 2007 | Mt. Lemmon Survey        |
| 378447 - | 2007 RS310               | 12 settembre 2007 | CSS                      |
| 378448 - | 2007 RS311               | 3 settembre 2007  | CSS                      |
| 378449 - | 2007 RP312               | 13 settembre 2007 | Mt. Lemmon Survey        |
| 378450 - | 2007 RS312               | 14 settembre 2007 | CSS                      |
| 378451 - | 2007 RY312               | 3 settembre 2007  | CSS                      |
| 378452 - | 2007 RA313               | 3 settembre 2007  | Mt. Lemmon Survey        |
| 378453 - | 2007 RD315               | 13 gennaio 2004   | LONEOS                   |
| 378454 - | 2007 RZ317               | 13 febbraio 2004  | Spacewatch               |
| 378455 - | 2007 RA318               | 10 settembre 2007 | Spacewatch               |
| 378456 - | 2007 RO318               | 11 settembre 2007 | Spacewatch               |
| 378457 - | 2007 RZ318               | 12 settembre 2007 | CSS                      |
| 378458 - | 2007 ST                  | 18 settembre 2007 | Hoenig, S. F., Teamo, N. |
| 378459 - | 2007 SG6                 | 21 settembre 2007 | Schiaparelli             |
| 378460 - | 2007 SL23                | 18 settembre 2007 | LINEAR                   |
| 378461 - | 2007 TV                  | 11 settembre 2007 | CSS                      |
| 378462 - | 2007 TF6                 | 6 ottobre 2007    | Chante-Perdrix           |
| 378463 - | 2007 TN7                 | 7 ottobre 2007    | Ferrando, R.             |
| 378464 - | 2007 TP15                | 3 ottobre 2007    | Hug, G.                  |
| 378465 - | 2007 TV19                | 6 ottobre 2007    | LINEAR                   |
| 378466 - | 2007 TF20                | 7 ottobre 2007    | LINEAR                   |
| 378467 - | 2007 TK24                | 11 ottobre 2007   | Hug, G.                  |
| 378468 - | 2007 TL26                | 4 ottobre 2007    | Mt. Lemmon Survey        |
| 378469 - | 2007 TA32                | 5 ottobre 2007    | Siding Spring Survey     |
| 378470 - | 2007 TV59                | 5 ottobre 2007    | Spacewatch               |
| 378471 - | 2007 TH68                | 11 ottobre 2007   | Pietschnig, M.           |
| 378472 - | 2007 TS76                | 5 ottobre 2007    | Spacewatch               |
| 378473 - | 2007 TL90                | 8 ottobre 2007    | Mt. Lemmon Survey        |
| 378474 - | 2007 TV103               | 8 ottobre 2007    | Mt. Lemmon Survey        |
| 378475 - | 2007 TJ106               | 4 ottobre 2007    | Mt. Lemmon Survey        |
| 378476 - | 2007 TM110               | 27 luglio 2001    | LONEOS                   |
| 378477 - | 2007 TO115               | 8 ottobre 2007    | LONEOS                   |
| 378478 - | 2007 TU117               | 9 ottobre 2007    | Spacewatch               |
| 378479 - | 2007 TJ123               | 6 ottobre 2007    | Spacewatch               |
| 378480 - | 2007 TM138               | 9 ottobre 2007    | Spacewatch               |
| 378481 - | 2007 TD148               | 4 ottobre 2007    | PMO NEO Survey Program   |
| 378482 - | 2007 TY150               | 18 settembre 2007 | CSS                      |
| 378483 - | 2007 TF152               | 9 ottobre 2007    | LINEAR                   |
| 378484 - | 2007 TB156               | 12 settembre 2007 | Mt. Lemmon Survey        |
| 378485 - | 2007 TV157               | 9 ottobre 2007    | LINEAR                   |
| 378486 - | 2007 TT168               | 12 ottobre 2007   | LINEAR                   |
| 378487 - | 2007 TS173               | 4 ottobre 2007    | Spacewatch               |
| 378488 - | 2007 TT180               | 8 ottobre 2007    | CSS                      |
| 378489 - | 2007 TB182               | 8 ottobre 2007    | CSS                      |
| 378490 - | 2007 TB212               | 7 ottobre 2007    | Spacewatch               |
| 378491 - | 2007 TA222               | 9 ottobre 2007    | Spacewatch               |
| 378492 - | 2007 TE235               | 9 ottobre 2007    | Spacewatch               |
| 378493 - | 2007 TL259               | 10 ottobre 2007   | Mt. Lemmon Survey        |
| 378494 - | 2007 TZ274               | 11 ottobre 2007   | Mt. Lemmon Survey        |
| 378495 - | 2007 TL280               | 12 settembre 2007 | CSS                      |
| 378496 - | 2007 TL281               | 15 settembre 2007 | Spacewatch               |
| 378497 - | 2007 TJ300               | 12 ottobre 2007   | Spacewatch               |
| 378498 - | 2007 TE311               | 11 ottobre 2007   | CSS                      |
| 378499 - | 2007 TU311               | 11 ottobre 2007   | Mt. Lemmon Survey        |
| 378500 - | 2007 TG379               | 13 ottobre 2007   | CSS                      |

## 378501-378600
| Nome     | Designazione provvisoria | Data di scoperta  | Scopritore           |
| -------- | ------------------------ | ----------------- | -------------------- |
| 378501 - | 2007 TE393               | 12 ottobre 2007   | Tucker, R. A.        |
| 378502 - | 2007 TW404               | 15 ottobre 2007   | Spacewatch           |
| 378503 - | 2007 TR413               | 11 ottobre 2007   | CSS                  |
| 378504 - | 2007 TK418               | 4 ottobre 2007    | Spacewatch           |
| 378505 - | 2007 TS421               | 12 ottobre 2007   | CSS                  |
| 378506 - | 2007 TB438               | 9 ottobre 2007    | Mt. Lemmon Survey    |
| 378507 - | 2007 TH445               | 3 ottobre 2007    | Las Campanas         |
| 378508 - | 2007 TH449               | 9 ottobre 2007    | Spacewatch           |
| 378509 - | 2007 UP9                 | 17 ottobre 2007   | LONEOS               |
| 378510 - | 2007 UB14                | 16 ottobre 2007   | Mt. Lemmon Survey    |
| 378511 - | 2007 UO14                | 13 settembre 2007 | Mt. Lemmon Survey    |
| 378512 - | 2007 UE19                | 18 ottobre 2007   | Mt. Lemmon Survey    |
| 378513 - | 2007 UN23                | 16 ottobre 2007   | Spacewatch           |
| 378514 - | 2007 UX28                | 18 ottobre 2007   | Spacewatch           |
| 378515 - | 2007 UU56                | 30 ottobre 2007   | Mt. Lemmon Survey    |
| 378516 - | 2007 UG62                | 30 ottobre 2007   | Mt. Lemmon Survey    |
| 378517 - | 2007 UF88                | 16 ottobre 2007   | Mt. Lemmon Survey    |
| 378518 - | 2007 UP93                | 31 ottobre 2007   | Mt. Lemmon Survey    |
| 378519 - | 2007 UT121               | 11 ottobre 2007   | CSS                  |
| 378520 - | 2007 VP20                | 2 novembre 2007   | CSS                  |
| 378521 - | 2007 VB26                | 2 novembre 2007   | Mt. Lemmon Survey    |
| 378522 - | 2007 VV67                | 3 novembre 2007   | Mt. Lemmon Survey    |
| 378523 - | 2007 VY88                | 2 novembre 2007   | CSS                  |
| 378524 - | 2007 VP154               | 5 novembre 2007   | Spacewatch           |
| 378525 - | 2007 VV177               | 7 novembre 2007   | Mt. Lemmon Survey    |
| 378526 - | 2007 VH186               | 11 novembre 2007  | CSS                  |
| 378527 - | 2007 VK243               | 13 novembre 2007  | Mt. Lemmon Survey    |
| 378528 - | 2007 WT63                | 21 novembre 2007  | Mt. Lemmon Survey    |
| 378529 - | 2007 YC22                | 4 dicembre 2007   | Mt. Lemmon Survey    |
| 378530 - | 2007 YF51                | 28 dicembre 2007  | Spacewatch           |
| 378531 - | 2008 AR8                 | 10 gennaio 2008   | Spacewatch           |
| 378532 - | 2008 AP28                | 10 gennaio 2008   | Mt. Lemmon Survey    |
| 378533 - | 2008 AB55                | 30 dicembre 2007  | Spacewatch           |
| 378534 - | 2008 AZ91                | 14 gennaio 2008   | Spacewatch           |
| 378535 - | 2008 AN98                | 14 gennaio 2008   | Spacewatch           |
| 378536 - | 2008 AX100               | 14 gennaio 2008   | Spacewatch           |
| 378537 - | 2008 AY127               | 11 gennaio 2008   | Spacewatch           |
| 378538 - | 2008 AC138               | 14 gennaio 2008   | Spacewatch           |
| 378539 - | 2008 BA6                 | 16 gennaio 2008   | Spacewatch           |
| 378540 - | 2008 BF36                | 30 gennaio 2008   | Spacewatch           |
| 378541 - | 2008 BO36                | 30 gennaio 2008   | Spacewatch           |
| 378542 - | 2008 CE4                 | 31 dicembre 2007  | Spacewatch           |
| 378543 - | 2008 CY11                | 3 febbraio 2008   | Spacewatch           |
| 378544 - | 2008 CA25                | 1º febbraio 2008  | Spacewatch           |
| 378545 - | 2008 CJ25                | 1º febbraio 2008  | Spacewatch           |
| 378546 - | 2008 CP34                | 2 febbraio 2008   | Spacewatch           |
| 378547 - | 2008 CU43                | 2 febbraio 2008   | Mt. Lemmon Survey    |
| 378548 - | 2008 CW44                | 11 gennaio 2008   | Mt. Lemmon Survey    |
| 378549 - | 2008 CW80                | 7 febbraio 2008   | Spacewatch           |
| 378550 - | 2008 CU103               | 9 febbraio 2008   | Spacewatch           |
| 378551 - | 2008 CM108               | 9 febbraio 2008   | CSS                  |
| 378552 - | 2008 CZ110               | 20 gennaio 2008   | Spacewatch           |
| 378553 - | 2008 CN138               | 8 febbraio 2008   | Spacewatch           |
| 378554 - | 2008 CD147               | 11 gennaio 2008   | Mt. Lemmon Survey    |
| 378555 - | 2008 CW152               | 9 febbraio 2008   | CSS                  |
| 378556 - | 2008 CL156               | 9 febbraio 2008   | Spacewatch           |
| 378557 - | 2008 CY159               | 9 febbraio 2008   | Spacewatch           |
| 378558 - | 2008 CB164               | 10 febbraio 2008  | CSS                  |
| 378559 - | 2008 CW170               | 12 febbraio 2008  | Mt. Lemmon Survey    |
| 378560 - | 2008 CH172               | 13 febbraio 2008  | Mt. Lemmon Survey    |
| 378561 - | 2008 CC183               | 11 febbraio 2008  | Mt. Lemmon Survey    |
| 378562 - | 2008 CG184               | 14 febbraio 2008  | Mt. Lemmon Survey    |
| 378563 - | 2008 CU193               | 8 febbraio 2008   | Spacewatch           |
| 378564 - | 2008 CF197               | 8 febbraio 2008   | Spacewatch           |
| 378565 - | 2008 CK201               | 2 febbraio 2008   | Spacewatch           |
| 378566 - | 2008 CL205               | 2 febbraio 2008   | Mt. Lemmon Survey    |
| 378567 - | 2008 CM205               | 2 febbraio 2008   | Spacewatch           |
| 378568 - | 2008 CM213               | 9 febbraio 2008   | Mt. Lemmon Survey    |
| 378569 - | 2008 CP214               | 12 febbraio 2008  | LINEAR               |
| 378570 - | 2008 DY14                | 26 febbraio 2008  | Mt. Lemmon Survey    |
| 378571 - | 2008 DX31                | 27 febbraio 2008  | Spacewatch           |
| 378572 - | 2008 DY31                | 27 febbraio 2008  | Spacewatch           |
| 378573 - | 2008 DR53                | 29 febbraio 2008  | Mt. Lemmon Survey    |
| 378574 - | 2008 DY53                | 29 febbraio 2008  | Siding Spring Survey |
| 378575 - | 2008 DF55                | 26 febbraio 2008  | Spacewatch           |
| 378576 - | 2008 DB56                | 28 febbraio 2008  | Spacewatch           |
| 378577 - | 2008 DC56                | 28 febbraio 2008  | Spacewatch           |
| 378578 - | 2008 DE56                | 28 febbraio 2008  | Tenagra II           |
| 378579 - | 2008 DT59                | 27 febbraio 2008  | Mt. Lemmon Survey    |
| 378580 - | 2008 DA60                | 28 gennaio 2004   | Spacewatch           |
| 378581 - | 2008 DV67                | 29 febbraio 2008  | Spacewatch           |
| 378582 - | 2008 DK82                | 28 febbraio 2008  | Spacewatch           |
| 378583 - | 2008 DM84                | 25 febbraio 2008  | Mt. Lemmon Survey    |
| 378584 - | 2008 DK89                | 28 febbraio 2008  | Mt. Lemmon Survey    |
| 378585 - | 2008 EY6                 | 3 marzo 2008      | Kugel, F.            |
| 378586 - | 2008 EJ15                | 1º marzo 2008     | Spacewatch           |
| 378587 - | 2008 ER20                | 2 marzo 2008      | Spacewatch           |
| 378588 - | 2008 EQ21                | 2 marzo 2008      | Spacewatch           |
| 378589 - | 2008 EZ22                | 3 marzo 2008      | CSS                  |
| 378590 - | 2008 EA23                | 3 marzo 2008      | CSS                  |
| 378591 - | 2008 EO35                | 2 marzo 2008      | Spacewatch           |
| 378592 - | 2008 EK42                | 4 marzo 2008      | Spacewatch           |
| 378593 - | 2008 EV44                | 15 settembre 2006 | Spacewatch           |
| 378594 - | 2008 EO46                | 5 marzo 2008      | Mt. Lemmon Survey    |
| 378595 - | 2008 EK47                | 5 marzo 2008      | Mt. Lemmon Survey    |
| 378596 - | 2008 EH48                | 5 marzo 2008      | Spacewatch           |
| 378597 - | 2008 EV52                | 6 marzo 2008      | Mt. Lemmon Survey    |
| 378598 - | 2008 EL58                | 10 gennaio 2008   | Spacewatch           |
| 378599 - | 2008 EP88                | 7 marzo 2008      | LINEAR               |
| 378600 - | 2008 EM89                | 9 marzo 2008      | LINEAR               |

## 378601-378700
| Nome         | Designazione provvisoria | Data di scoperta  | Scopritore             |
| ------------ | ------------------------ | ----------------- | ---------------------- |
| 378601 -     | 2008 EA108               | 7 marzo 2008      | Mt. Lemmon Survey      |
| 378602 -     | 2008 EQ116               | 8 marzo 2008      | Spacewatch             |
| 378603 -     | 2008 EG121               | 9 marzo 2008      | Spacewatch             |
| 378604 -     | 2008 ER137               | 11 marzo 2008     | Spacewatch             |
| 378605 -     | 2008 EF149               | 3 marzo 2008      | PMO NEO Survey Program |
| 378606 -     | 2008 EN154               | 4 marzo 2008      | Mt. Lemmon Survey      |
| 378607 -     | 2008 EW156               | 10 marzo 2008     | Spacewatch             |
| 378608 -     | 2008 EW157               | 1º marzo 2008     | Spacewatch             |
| 378609 -     | 2008 ES164               | 1º marzo 2008     | Spacewatch             |
| 378610 -     | 2008 FT6                 | 29 marzo 2008     | Spacewatch             |
| 378611 -     | 2008 FY15                | 26 marzo 2008     | Spacewatch             |
| 378612 -     | 2008 FW39                | 28 marzo 2008     | Spacewatch             |
| 378613 -     | 2008 FE41                | 28 marzo 2008     | Spacewatch             |
| 378614 -     | 2008 FK42                | 28 marzo 2008     | Mt. Lemmon Survey      |
| 378615 -     | 2008 FQ53                | 28 marzo 2008     | Mt. Lemmon Survey      |
| 378616 -     | 2008 FN55                | 28 marzo 2008     | Mt. Lemmon Survey      |
| 378617 -     | 2008 FS66                | 28 marzo 2008     | Spacewatch             |
| 378618 -     | 2008 FT66                | 28 marzo 2008     | Spacewatch             |
| 378619 -     | 2008 FW66                | 28 marzo 2008     | Spacewatch             |
| 378620 -     | 2008 FY66                | 28 marzo 2008     | Spacewatch             |
| 378621 -     | 2008 FV68                | 28 marzo 2008     | Mt. Lemmon Survey      |
| 378622 -     | 2008 FE69                | 28 marzo 2008     | Mt. Lemmon Survey      |
| 378623 -     | 2008 FY74                | 31 marzo 2008     | Mt. Lemmon Survey      |
| 378624 -     | 2008 FV76                | 27 marzo 2008     | Spacewatch             |
| 378625 -     | 2008 FM83                | 28 marzo 2008     | Spacewatch             |
| 378626 -     | 2008 FY89                | 29 marzo 2008     | Mt. Lemmon Survey      |
| 378627 -     | 2008 FP97                | 30 marzo 2008     | Spacewatch             |
| 378628 -     | 2008 FK102               | 30 marzo 2008     | Spacewatch             |
| 378629 -     | 2008 FZ102               | 30 marzo 2008     | Spacewatch             |
| 378630 -     | 2008 FT104               | 30 marzo 2008     | Spacewatch             |
| 378631 -     | 2008 FV107               | 31 marzo 2008     | Spacewatch             |
| 378632 -     | 2008 FX107               | 31 marzo 2008     | Spacewatch             |
| 378633 -     | 2008 FD115               | 31 marzo 2008     | Mt. Lemmon Survey      |
| 378634 -     | 2008 FM116               | 31 marzo 2008     | Spacewatch             |
| 378635 -     | 2008 FQ127               | 26 marzo 2008     | Mt. Lemmon Survey      |
| 378636 -     | 2008 FM128               | 28 marzo 2008     | Mt. Lemmon Survey      |
| 378637 -     | 2008 FM129               | 31 marzo 2008     | Spacewatch             |
| 378638 -     | 2008 FT129               | 31 marzo 2008     | Spacewatch             |
| 378639 -     | 2008 FG130               | 29 marzo 2008     | Spacewatch             |
| 378640 -     | 2008 FC133               | 30 marzo 2008     | Spacewatch             |
| 378641 -     | 2008 FX134               | 30 marzo 2008     | Spacewatch             |
| 378642 -     | 2008 FR136               | 29 marzo 2008     | Spacewatch             |
| 378643 -     | 2008 FT137               | 31 marzo 2008     | Spacewatch             |
| 378644 -     | 2008 GG4                 | 7 aprile 2008     | Tozzi, F.              |
| 378645 -     | 2008 GU10                | 23 febbraio 2004  | LINEAR                 |
| 378646 -     | 2008 GQ27                | 3 aprile 2008     | Mt. Lemmon Survey      |
| 378647 -     | 2008 GF35                | 3 aprile 2008     | Spacewatch             |
| 378648 -     | 2008 GM35                | 3 aprile 2008     | Spacewatch             |
| 378649 -     | 2008 GH37                | 3 aprile 2008     | Spacewatch             |
| 378650 -     | 2008 GS37                | 3 aprile 2008     | Spacewatch             |
| 378651 -     | 2008 GF41                | 28 novembre 1999  | Spacewatch             |
| 378652 -     | 2008 GR41                | 19 settembre 2001 | Spacewatch             |
| 378653 -     | 2008 GY46                | 4 aprile 2008     | Spacewatch             |
| 378654 -     | 2008 GZ52                | 5 aprile 2008     | Mt. Lemmon Survey      |
| 378655 -     | 2008 GY72                | 7 aprile 2008     | Mt. Lemmon Survey      |
| 378656 -     | 2008 GB73                | 7 aprile 2008     | Mt. Lemmon Survey      |
| 378657 -     | 2008 GO77                | 7 aprile 2008     | Spacewatch             |
| 378658 -     | 2008 GV82                | 8 aprile 2008     | Spacewatch             |
| 378659 -     | 2008 GU97                | 8 aprile 2008     | Spacewatch             |
| 378660 -     | 2008 GQ100               | 1º aprile 2008    | Spacewatch             |
| 378661 -     | 2008 GR103               | 28 marzo 2008     | Spacewatch             |
| 378662 -     | 2008 GK104               | 11 aprile 2008    | Spacewatch             |
| 378663 -     | 2008 GU106               | 12 aprile 2008    | CSS                    |
| 378664 -     | 2008 GL107               | 12 aprile 2008    | Mt. Lemmon Survey      |
| 378665 -     | 2008 GB116               | 11 aprile 2008    | Spacewatch             |
| 378666 -     | 2008 GS117               | 11 aprile 2008    | Spacewatch             |
| 378667 -     | 2008 GK137               | 6 aprile 2008     | Mt. Lemmon Survey      |
| 378668 -     | 2008 GN140               | 7 aprile 2008     | Spacewatch             |
| 378669 Rivas | 2008 HO4                 | 29 aprile 2008    | Ory, M.                |
| 378670 -     | 2008 HR8                 | 24 aprile 2008    | Spacewatch             |
| 378671 -     | 2008 HZ11                | 24 aprile 2008    | Spacewatch             |
| 378672 -     | 2008 HD13                | 25 aprile 2008    | Spacewatch             |
| 378673 -     | 2008 HT19                | 14 aprile 2008    | Mt. Lemmon Survey      |
| 378674 -     | 2008 HV21                | 26 aprile 2008    | Mt. Lemmon Survey      |
| 378675 -     | 2008 HW39                | 26 aprile 2008    | Mt. Lemmon Survey      |
| 378676 -     | 2008 HB42                | 26 aprile 2008    | Mt. Lemmon Survey      |
| 378677 -     | 2008 HX45                | 28 aprile 2008    | Spacewatch             |
| 378678 -     | 2008 HG50                | 29 aprile 2008    | Spacewatch             |
| 378679 -     | 2008 HU55                | 29 aprile 2008    | Spacewatch             |
| 378680 -     | 2008 HX62                | 28 aprile 2008    | Spacewatch             |
| 378681 -     | 2008 HJ64                | 29 aprile 2008    | Mt. Lemmon Survey      |
| 378682 -     | 2008 JD4                 | 1º maggio 2008    | Spacewatch             |
| 378683 -     | 2008 JZ11                | 3 maggio 2008     | Spacewatch             |
| 378684 -     | 2008 JC17                | 3 maggio 2008     | Mt. Lemmon Survey      |
| 378685 -     | 2008 JJ22                | 1º maggio 2008    | Siding Spring Survey   |
| 378686 -     | 2008 JW26                | 7 maggio 2008     | Spacewatch             |
| 378687 -     | 2008 JM30                | 11 maggio 2008    | Spacewatch             |
| 378688 -     | 2008 JN38                | 15 maggio 2008    | Mt. Lemmon Survey      |
| 378689 -     | 2008 KT4                 | 27 maggio 2008    | Spacewatch             |
| 378690 -     | 2008 KL5                 | 15 marzo 2004     | Spacewatch             |
| 378691 -     | 2008 KU7                 | 27 maggio 2008    | Spacewatch             |
| 378692 -     | 2008 KO10                | 30 marzo 2008     | Spacewatch             |
| 378693 -     | 2008 KE15                | 27 maggio 2008    | Mt. Lemmon Survey      |
| 378694 -     | 2008 KT28                | 31 maggio 2008    | Spacewatch             |
| 378695 -     | 2008 KG30                | 27 aprile 2008    | Mt. Lemmon Survey      |
| 378696 -     | 2008 KU38                | 30 maggio 2008    | Spacewatch             |
| 378697 -     | 2008 LS                  | 1º giugno 2008    | Mt. Lemmon Survey      |
| 378698 -     | 2008 LT11                | 3 maggio 2008     | Mt. Lemmon Survey      |
| 378699 -     | 2008 LE17                | 10 giugno 2008    | Spacewatch             |
| 378700 -     | 2008 MU                  | 26 giugno 2008    | Siding Spring Survey   |

## 378701-378800
| Nome         | Designazione provvisoria | Data di scoperta  | Scopritore            |
| ------------ | ------------------------ | ----------------- | --------------------- |
| 378701 -     | 2008 NJ1                 | 1º luglio 2008    | Bickel, W.            |
| 378702 -     | 2008 OV3                 | 25 luglio 2008    | Siding Spring Survey  |
| 378703 -     | 2008 OS19                | 29 luglio 2008    | Spacewatch            |
| 378704 -     | 2008 OR20                | 29 luglio 2008    | Spacewatch            |
| 378705 -     | 2008 OQ23                | 29 luglio 2008    | Spacewatch            |
| 378706 -     | 2008 OD24                | 30 luglio 2008    | Spacewatch            |
| 378707 -     | 2008 PP6                 | 2 agosto 2008     | Siding Spring Survey  |
| 378708 -     | 2008 PD13                | 10 agosto 2008    | OAM                   |
| 378709 -     | 2008 PP14                | 30 luglio 2008    | Spacewatch            |
| 378710 -     | 2008 PN15                | 7 agosto 2008     | OAM                   |
| 378711 -     | 2008 PP16                | 26 luglio 2008    | Siding Spring Survey  |
| 378712 -     | 2008 PO20                | 2 agosto 2008     | Siding Spring Survey  |
| 378713 -     | 2008 PT20                | 5 agosto 2008     | Siding Spring Survey  |
| 378714 -     | 2008 PY20                | 2 agosto 2008     | Siding Spring Survey  |
| 378715 -     | 2008 PH21                | 6 agosto 2008     | Siding Spring Survey  |
| 378716 -     | 2008 QK1                 | 23 agosto 2008    | OAM                   |
| 378717 -     | 2008 QL6                 | 28 luglio 2008    | Mt. Lemmon Survey     |
| 378718 -     | 2008 QH9                 | 25 agosto 2008    | OAM                   |
| 378719 -     | 2008 QJ10                | 21 agosto 2008    | Spacewatch            |
| 378720 -     | 2008 QQ13                | 22 agosto 2008    | Spacewatch            |
| 378721 Thizy | 2008 QP14                | 27 agosto 2008    | Pises                 |
| 378722 -     | 2008 QG17                | 27 agosto 2008    | OAM                   |
| 378723 -     | 2008 QH21                | 26 agosto 2008    | LINEAR                |
| 378724 -     | 2008 QO22                | 1º dicembre 2005  | Mt. Lemmon Survey     |
| 378725 -     | 2008 QS26                | 29 agosto 2008    | OAM                   |
| 378726 -     | 2008 QL28                | 30 agosto 2008    | OAM                   |
| 378727 -     | 2008 QJ36                | 15 marzo 2007     | Mt. Lemmon Survey     |
| 378728 -     | 2008 QH38                | 23 agosto 2008    | Spacewatch            |
| 378729 -     | 2008 QD42                | 21 agosto 2008    | Spacewatch            |
| 378730 -     | 2008 QD43                | 24 agosto 2008    | Spacewatch            |
| 378731 -     | 2008 QK45                | 30 agosto 2008    | LINEAR                |
| 378732 -     | 2008 QA46                | 30 agosto 2008    | LINEAR                |
| 378733 -     | 2008 QJ47                | 19 agosto 2008    | Siding Spring Survey  |
| 378734 -     | 2008 RN3                 | 2 settembre 2008  | Spacewatch            |
| 378735 -     | 2008 RH4                 | 2 settembre 2008  | Spacewatch            |
| 378736 -     | 2008 RB16                | 4 settembre 2008  | Spacewatch            |
| 378737 -     | 2008 RH18                | 24 agosto 2008    | Spacewatch            |
| 378738 -     | 2008 RJ28                | 21 febbraio 2006  | Mt. Lemmon Survey     |
| 378739 -     | 2008 RK33                | 11 maggio 2007    | Mt. Lemmon Survey     |
| 378740 -     | 2008 RC35                | 2 settembre 2008  | Spacewatch            |
| 378741 -     | 2008 RK36                | 2 settembre 2008  | Spacewatch            |
| 378742 -     | 2008 RA41                | 2 settembre 2008  | Spacewatch            |
| 378743 -     | 2008 RJ58                | 3 settembre 2008  | Spacewatch            |
| 378744 -     | 2008 RR67                | 4 settembre 2008  | Spacewatch            |
| 378745 -     | 2008 RS67                | 4 settembre 2008  | Spacewatch            |
| 378746 -     | 2008 RR69                | 5 settembre 2008  | Spacewatch            |
| 378747 -     | 2008 RM77                | 6 settembre 2008  | CSS                   |
| 378748 -     | 2008 RW91                | 6 settembre 2008  | Spacewatch            |
| 378749 -     | 2008 RR92                | 6 settembre 2008  | Spacewatch            |
| 378750 -     | 2008 RD94                | 6 settembre 2008  | Spacewatch            |
| 378751 -     | 2008 RB95                | 7 settembre 2008  | Mt. Lemmon Survey     |
| 378752 -     | 2008 RB99                | 2 settembre 2008  | Spacewatch            |
| 378753 -     | 2008 RV101               | 2 settembre 2008  | Spacewatch            |
| 378754 -     | 2008 RV103               | 5 settembre 2008  | Spacewatch            |
| 378755 -     | 2008 RJ105               | 6 settembre 2008  | Mt. Lemmon Survey     |
| 378756 -     | 2008 RD111               | 4 settembre 2008  | Spacewatch            |
| 378757 -     | 2008 RT113               | 6 settembre 2008  | Spacewatch            |
| 378758 -     | 2008 RF116               | 7 settembre 2008  | Mt. Lemmon Survey     |
| 378759 -     | 2008 RS117               | 9 settembre 2008  | Spacewatch            |
| 378760 -     | 2008 RF118               | 9 settembre 2008  | Mt. Lemmon Survey     |
| 378761 -     | 2008 RU118               | 9 settembre 2008  | Mt. Lemmon Survey     |
| 378762 -     | 2008 RF120               | 7 settembre 2008  | Mt. Lemmon Survey     |
| 378763 -     | 2008 RX121               | 3 settembre 2008  | Spacewatch            |
| 378764 -     | 2008 RH124               | 6 settembre 2008  | Spacewatch            |
| 378765 -     | 2008 RM125               | 7 settembre 2008  | Mt. Lemmon Survey     |
| 378766 -     | 2008 RP126               | 4 settembre 2008  | Spacewatch            |
| 378767 -     | 2008 RL130               | 3 settembre 2008  | Spacewatch            |
| 378768 -     | 2008 RQ140               | 9 settembre 2008  | Mt. Lemmon Survey     |
| 378769 -     | 2008 RM142               | 7 settembre 2008  | LINEAR                |
| 378770 -     | 2008 RD143               | 2 settembre 2008  | Spacewatch            |
| 378771 -     | 2008 RS143               | 6 settembre 2008  | Spacewatch            |
| 378772 -     | 2008 RN146               | 9 settembre 2008  | CSS                   |
| 378773 -     | 2008 SJ1                 | 22 settembre 2008 | Tozzi, F.             |
| 378774 -     | 2008 SH5                 | 22 settembre 2008 | LINEAR                |
| 378775 -     | 2008 SH9                 | 25 gennaio 2006   | Spacewatch            |
| 378776 -     | 2008 SY14                | 7 settembre 2008  | Mt. Lemmon Survey     |
| 378777 -     | 2008 SV24                | 19 settembre 2008 | Spacewatch            |
| 378778 -     | 2008 SL27                | 19 settembre 2008 | Spacewatch            |
| 378779 -     | 2008 SC28                | 19 settembre 2008 | Spacewatch            |
| 378780 -     | 2008 SG29                | 19 settembre 2008 | Spacewatch            |
| 378781 -     | 2008 SU30                | 9 settembre 2008  | Spacewatch            |
| 378782 -     | 2008 SH31                | 20 settembre 2008 | Spacewatch            |
| 378783 -     | 2008 SK33                | 29 luglio 2008    | Spacewatch            |
| 378784 -     | 2008 SD48                | 20 settembre 2008 | Mt. Lemmon Survey     |
| 378785 -     | 2008 SV50                | 3 settembre 2008  | Spacewatch            |
| 378786 -     | 2008 SW54                | 20 settembre 2008 | Mt. Lemmon Survey     |
| 378787 -     | 2008 SR67                | 21 settembre 2008 | Spacewatch            |
| 378788 -     | 2008 SF71                | 3 settembre 2008  | Spacewatch            |
| 378789 -     | 2008 SU75                | 23 settembre 2008 | Mt. Lemmon Survey     |
| 378790 -     | 2008 SA79                | 24 agosto 2008    | Spacewatch            |
| 378791 -     | 2008 SQ84                | 27 settembre 2008 | Schwab, E., Kling, R. |
| 378792 -     | 2008 SY86                | 20 settembre 2008 | Spacewatch            |
| 378793 -     | 2008 SR92                | 21 settembre 2008 | CSS                   |
| 378794 -     | 2008 SL99                | 21 settembre 2008 | Spacewatch            |
| 378795 -     | 2008 SU99                | 21 settembre 2008 | Spacewatch            |
| 378796 -     | 2008 SE103               | 21 settembre 2008 | Mt. Lemmon Survey     |
| 378797 -     | 2008 SQ110               | 22 settembre 2008 | Spacewatch            |
| 378798 -     | 2008 SG114               | 22 settembre 2008 | Spacewatch            |
| 378799 -     | 2008 SS121               | 22 settembre 2008 | Mt. Lemmon Survey     |
| 378800 -     | 2008 SF134               | 23 settembre 2008 | Spacewatch            |

## 378801-378900
| Nome     | Designazione provvisoria | Data di scoperta  | Scopritore                        |
| -------- | ------------------------ | ----------------- | --------------------------------- |
| 378801 - | 2008 SZ137               | 23 settembre 2008 | Spacewatch                        |
| 378802 - | 2008 ST164               | 28 settembre 2008 | LINEAR                            |
| 378803 - | 2008 SW172               | 22 settembre 2008 | CSS                               |
| 378804 - | 2008 SJ173               | 22 settembre 2008 | CSS                               |
| 378805 - | 2008 SD187               | 25 settembre 2008 | Spacewatch                        |
| 378806 - | 2008 ST188               | 25 settembre 2008 | Spacewatch                        |
| 378807 - | 2008 SH189               | 25 settembre 2008 | Mt. Lemmon Survey                 |
| 378808 - | 2008 SJ196               | 25 settembre 2008 | Spacewatch                        |
| 378809 - | 2008 SX206               | 26 settembre 2008 | Spacewatch                        |
| 378810 - | 2008 SG209               | 28 settembre 2008 | Astronomical Research Observatory |
| 378811 - | 2008 SB210               | 3 settembre 2008  | Spacewatch                        |
| 378812 - | 2008 SL212               | 9 marzo 2007      | Spacewatch                        |
| 378813 - | 2008 SC215               | 29 settembre 2008 | Mt. Lemmon Survey                 |
| 378814 - | 2008 SY217               | 30 settembre 2008 | Mt. Lemmon Survey                 |
| 378815 - | 2008 SO225               | 26 settembre 2008 | Spacewatch                        |
| 378816 - | 2008 SC233               | 28 settembre 2008 | Mt. Lemmon Survey                 |
| 378817 - | 2008 SW250               | 24 settembre 2008 | Spacewatch                        |
| 378818 - | 2008 SO254               | 22 settembre 2008 | CSS                               |
| 378819 - | 2008 SE259               | 23 settembre 2008 | Spacewatch                        |
| 378820 - | 2008 SF259               | 23 settembre 2008 | CSS                               |
| 378821 - | 2008 SY259               | 23 settembre 2008 | Spacewatch                        |
| 378822 - | 2008 ST260               | 23 settembre 2008 | Mt. Lemmon Survey                 |
| 378823 - | 2008 SB261               | 23 settembre 2008 | Spacewatch                        |
| 378824 - | 2008 SK264               | 25 settembre 2008 | Spacewatch                        |
| 378825 - | 2008 SN270               | 24 settembre 2008 | Mt. Lemmon Survey                 |
| 378826 - | 2008 SH271               | 29 settembre 2008 | Spacewatch                        |
| 378827 - | 2008 ST272               | 24 settembre 2008 | Mt. Lemmon Survey                 |
| 378828 - | 2008 SD273               | 29 settembre 2008 | Mt. Lemmon Survey                 |
| 378829 - | 2008 SV276               | 24 settembre 2008 | Spacewatch                        |
| 378830 - | 2008 SM278               | 18 aprile 2007    | Mt. Lemmon Survey                 |
| 378831 - | 2008 SA279               | 28 settembre 2008 | Mt. Lemmon Survey                 |
| 378832 - | 2008 SV280               | 29 settembre 2008 | Mt. Lemmon Survey                 |
| 378833 - | 2008 SW281               | 24 settembre 2008 | CSS                               |
| 378834 - | 2008 SK282               | 29 settembre 2008 | Mt. Lemmon Survey                 |
| 378835 - | 2008 SH283               | 22 settembre 2008 | Mt. Lemmon Survey                 |
| 378836 - | 2008 SK283               | 22 settembre 2008 | Mt. Lemmon Survey                 |
| 378837 - | 2008 SF288               | 23 settembre 2008 | Mt. Lemmon Survey                 |
| 378838 - | 2008 SR290               | 23 settembre 2008 | Mt. Lemmon Survey                 |
| 378839 - | 2008 SG291               | 21 settembre 2008 | CSS                               |
| 378840 - | 2008 SS307               | 29 settembre 2008 | Mt. Lemmon Survey                 |
| 378841 - | 2008 SU307               | 29 settembre 2008 | CSS                               |
| 378842 - | 2008 TD4                 | 7 ottobre 2008    | CSS                               |
| 378843 - | 2008 TX6                 | 24 agosto 2008    | Spacewatch                        |
| 378844 - | 2008 TX15                | 1º ottobre 2008   | Mt. Lemmon Survey                 |
| 378845 - | 2008 TE17                | 1º ottobre 2008   | Mt. Lemmon Survey                 |
| 378846 - | 2008 TF18                | 1º ottobre 2008   | Mt. Lemmon Survey                 |
| 378847 - | 2008 TS18                | 1º ottobre 2008   | Mt. Lemmon Survey                 |
| 378848 - | 2008 TR19                | 1º ottobre 2008   | Mt. Lemmon Survey                 |
| 378849 - | 2008 TW23                | 2 ottobre 2008    | Mt. Lemmon Survey                 |
| 378850 - | 2008 TK29                | 1º ottobre 2008   | CSS                               |
| 378851 - | 2008 TG30                | 24 settembre 2008 | Spacewatch                        |
| 378852 - | 2008 TJ30                | 1º ottobre 2008   | Spacewatch                        |
| 378853 - | 2008 TC31                | 1º ottobre 2008   | Spacewatch                        |
| 378854 - | 2008 TK51                | 2 ottobre 2008    | Spacewatch                        |
| 378855 - | 2008 TP53                | 26 marzo 2006     | Mt. Lemmon Survey                 |
| 378856 - | 2008 TC61                | 2 ottobre 2008    | CSS                               |
| 378857 - | 2008 TE64                | 2 ottobre 2008    | Spacewatch                        |
| 378858 - | 2008 TT74                | 2 ottobre 2008    | Spacewatch                        |
| 378859 - | 2008 TE77                | 2 ottobre 2008    | Mt. Lemmon Survey                 |
| 378860 - | 2008 TD83                | 3 ottobre 2008    | Spacewatch                        |
| 378861 - | 2008 TN83                | 3 ottobre 2008    | Spacewatch                        |
| 378862 - | 2008 TZ85                | 3 ottobre 2008    | Mt. Lemmon Survey                 |
| 378863 - | 2008 TX88                | 24 settembre 2008 | Spacewatch                        |
| 378864 - | 2008 TS96                | 6 ottobre 2008    | Spacewatch                        |
| 378865 - | 2008 TR98                | 6 ottobre 2008    | Spacewatch                        |
| 378866 - | 2008 TH99                | 6 ottobre 2008    | Spacewatch                        |
| 378867 - | 2008 TU101               | 6 ottobre 2008    | Spacewatch                        |
| 378868 - | 2008 TE103               | 6 ottobre 2008    | Spacewatch                        |
| 378869 - | 2008 TB106               | 6 ottobre 2008    | Mt. Lemmon Survey                 |
| 378870 - | 2008 TB113               | 6 ottobre 2008    | Spacewatch                        |
| 378871 - | 2008 TX119               | 7 ottobre 2008    | Spacewatch                        |
| 378872 - | 2008 TB120               | 7 ottobre 2008    | Spacewatch                        |
| 378873 - | 2008 TY124               | 8 ottobre 2008    | Mt. Lemmon Survey                 |
| 378874 - | 2008 TQ125               | 23 settembre 2008 | Spacewatch                        |
| 378875 - | 2008 TB127               | 8 ottobre 2008    | Mt. Lemmon Survey                 |
| 378876 - | 2008 TJ132               | 8 ottobre 2008    | Mt. Lemmon Survey                 |
| 378877 - | 2008 TZ134               | 8 ottobre 2008    | Spacewatch                        |
| 378878 - | 2008 TN137               | 8 ottobre 2008    | Spacewatch                        |
| 378879 - | 2008 TF147               | 9 ottobre 2008    | Mt. Lemmon Survey                 |
| 378880 - | 2008 TD149               | 9 ottobre 2008    | Mt. Lemmon Survey                 |
| 378881 - | 2008 TW149               | 9 ottobre 2008    | Mt. Lemmon Survey                 |
| 378882 - | 2008 TB167               | 8 ottobre 2008    | Spacewatch                        |
| 378883 - | 2008 TN169               | 7 ottobre 2008    | Spacewatch                        |
| 378884 - | 2008 TJ174               | 2 ottobre 2008    | Mt. Lemmon Survey                 |
| 378885 - | 2008 TK175               | 8 ottobre 2008    | Mt. Lemmon Survey                 |
| 378886 - | 2008 TW176               | 9 ottobre 2008    | Mt. Lemmon Survey                 |
| 378887 - | 2008 TQ183               | 2 ottobre 2008    | Spacewatch                        |
| 378888 - | 2008 TY184               | 6 ottobre 2008    | Mt. Lemmon Survey                 |
| 378889 - | 2008 TQ188               | 10 ottobre 2008   | Spacewatch                        |
| 378890 - | 2008 UK7                 | 10 ottobre 2008   | CSS                               |
| 378891 - | 2008 UV10                | 24 settembre 2008 | Spacewatch                        |
| 378892 - | 2008 UG13                | 17 ottobre 2008   | Spacewatch                        |
| 378893 - | 2008 UH26                | 20 ottobre 2008   | Mt. Lemmon Survey                 |
| 378894 - | 2008 UC29                | 20 ottobre 2008   | Spacewatch                        |
| 378895 - | 2008 UF32                | 20 ottobre 2008   | Spacewatch                        |
| 378896 - | 2008 UK32                | 20 ottobre 2008   | Spacewatch                        |
| 378897 - | 2008 UZ36                | 20 ottobre 2008   | Spacewatch                        |
| 378898 - | 2008 UM38                | 20 ottobre 2008   | Spacewatch                        |
| 378899 - | 2008 UB39                | 20 ottobre 2008   | Spacewatch                        |
| 378900 - | 2008 UR42                | 20 ottobre 2008   | Spacewatch                        |

## 378901-379000
| Nome               | Designazione provvisoria | Data di scoperta  | Scopritore        |
| ------------------ | ------------------------ | ----------------- | ----------------- |
| 378901 -           | 2008 UX45                | 20 ottobre 2008   | Mt. Lemmon Survey |
| 378902 -           | 2008 UZ45                | 20 ottobre 2008   | Spacewatch        |
| 378903 -           | 2008 UX48                | 20 ottobre 2008   | Spacewatch        |
| 378904 -           | 2008 UL51                | 20 ottobre 2008   | Spacewatch        |
| 378905 -           | 2008 UF54                | 20 ottobre 2008   | Spacewatch        |
| 378906 -           | 2008 UV57                | 21 ottobre 2008   | Spacewatch        |
| 378907 -           | 2008 UK60                | 21 ottobre 2008   | Spacewatch        |
| 378908 -           | 2008 UP60                | 21 ottobre 2008   | Spacewatch        |
| 378909 -           | 2008 UD63                | 21 ottobre 2008   | Spacewatch        |
| 378910 -           | 2008 UM63                | 21 ottobre 2008   | Spacewatch        |
| 378911 -           | 2008 UX66                | 21 ottobre 2008   | Spacewatch        |
| 378912 -           | 2008 UM71                | 21 ottobre 2008   | Mt. Lemmon Survey |
| 378913 -           | 2008 UX75                | 21 ottobre 2008   | Spacewatch        |
| 378914 -           | 2008 UN76                | 21 ottobre 2008   | Spacewatch        |
| 378915 -           | 2008 UD80                | 22 ottobre 2008   | Spacewatch        |
| 378916 -           | 2008 UV84                | 23 ottobre 2008   | Spacewatch        |
| 378917 Stefankarge | 2008 UP91                | 28 ottobre 2008   | Schwab, E.        |
| 378918 -           | 2008 UQ91                | 28 ottobre 2008   | Young, J. W.      |
| 378919 -           | 2008 UH93                | 24 ottobre 2008   | LINEAR            |
| 378920 Vassimre    | 2008 UP95                | 24 ottobre 2008   | Piszkesteto       |
| 378921 -           | 2008 UU97                | 26 ottobre 2008   | LINEAR            |
| 378922 -           | 2008 UD106               | 21 ottobre 2008   | Spacewatch        |
| 378923 -           | 2008 UA109               | 21 ottobre 2008   | Mt. Lemmon Survey |
| 378924 -           | 2008 UW109               | 22 ottobre 2008   | Spacewatch        |
| 378925 -           | 2008 UT111               | 22 ottobre 2008   | Spacewatch        |
| 378926 -           | 2008 UG112               | 22 ottobre 2008   | Spacewatch        |
| 378927 -           | 2008 UQ116               | 22 ottobre 2008   | Spacewatch        |
| 378928 -           | 2008 UA119               | 22 ottobre 2008   | Spacewatch        |
| 378929 -           | 2008 UM120               | 22 ottobre 2008   | Spacewatch        |
| 378930 -           | 2008 UZ121               | 22 ottobre 2008   | Spacewatch        |
| 378931 -           | 2008 UR125               | 22 ottobre 2008   | Spacewatch        |
| 378932 -           | 2008 UK126               | 22 ottobre 2008   | Spacewatch        |
| 378933 -           | 2008 UC127               | 22 ottobre 2008   | Spacewatch        |
| 378934 -           | 2008 UH132               | 23 ottobre 2008   | Spacewatch        |
| 378935 -           | 2008 UB133               | 23 ottobre 2008   | Spacewatch        |
| 378936 -           | 2008 UT135               | 23 ottobre 2008   | Spacewatch        |
| 378937 -           | 2008 UM138               | 23 ottobre 2008   | Spacewatch        |
| 378938 -           | 2008 UT138               | 23 ottobre 2008   | Spacewatch        |
| 378939 -           | 2008 UZ139               | 23 ottobre 2008   | Spacewatch        |
| 378940 -           | 2008 UP141               | 23 ottobre 2008   | Spacewatch        |
| 378941 -           | 2008 UZ142               | 23 ottobre 2008   | Spacewatch        |
| 378942 -           | 2008 UN144               | 23 ottobre 2008   | Spacewatch        |
| 378943 -           | 2008 UC147               | 23 ottobre 2008   | Spacewatch        |
| 378944 -           | 2008 UM148               | 23 ottobre 2008   | Spacewatch        |
| 378945 -           | 2008 UO157               | 23 ottobre 2008   | Mt. Lemmon Survey |
| 378946 -           | 2008 UQ159               | 23 ottobre 2008   | Spacewatch        |
| 378947 -           | 2008 UZ166               | 24 ottobre 2008   | Spacewatch        |
| 378948 -           | 2008 UP176               | 24 ottobre 2008   | Mt. Lemmon Survey |
| 378949 -           | 2008 UM177               | 24 ottobre 2008   | Mt. Lemmon Survey |
| 378950 -           | 2008 UM178               | 26 settembre 2008 | Spacewatch        |
| 378951 -           | 2008 UU184               | 24 ottobre 2008   | Spacewatch        |
| 378952 -           | 2008 UH185               | 24 ottobre 2008   | Spacewatch        |
| 378953 -           | 2008 UQ185               | 24 ottobre 2008   | Spacewatch        |
| 378954 -           | 2008 UK187               | 24 ottobre 2008   | Spacewatch        |
| 378955 -           | 2008 UH188               | 24 ottobre 2008   | Spacewatch        |
| 378956 -           | 2008 UC189               | 25 ottobre 2008   | Mt. Lemmon Survey |
| 378957 -           | 2008 UN189               | 25 ottobre 2008   | Mt. Lemmon Survey |
| 378958 -           | 2008 UP189               | 25 ottobre 2008   | Mt. Lemmon Survey |
| 378959 -           | 2008 UY190               | 25 ottobre 2008   | Mt. Lemmon Survey |
| 378960 -           | 2008 UL196               | 27 ottobre 2008   | Spacewatch        |
| 378961 -           | 2008 UH204               | 25 agosto 1998    | ODAS              |
| 378962 -           | 2008 UK207               | 23 ottobre 2008   | Spacewatch        |
| 378963 -           | 2008 UC210               | 23 ottobre 2008   | Spacewatch        |
| 378964 -           | 2008 UF217               | 25 ottobre 2008   | Mt. Lemmon Survey |
| 378965 -           | 2008 UO217               | 28 settembre 2008 | Mt. Lemmon Survey |
| 378966 -           | 2008 UU218               | 25 ottobre 2008   | Spacewatch        |
| 378967 -           | 2008 UR221               | 25 ottobre 2008   | Spacewatch        |
| 378968 -           | 2008 UC226               | 25 ottobre 2008   | CSS               |
| 378969 -           | 2008 UV229               | 25 ottobre 2008   | Spacewatch        |
| 378970 -           | 2008 UN237               | 26 ottobre 2008   | Spacewatch        |
| 378971 -           | 2008 UT239               | 26 ottobre 2008   | Spacewatch        |
| 378972 -           | 2008 UN240               | 26 ottobre 2008   | Spacewatch        |
| 378973 -           | 2008 UQ240               | 26 ottobre 2008   | Spacewatch        |
| 378974 -           | 2008 UD242               | 26 ottobre 2008   | Spacewatch        |
| 378975 -           | 2008 UT242               | 26 ottobre 2008   | Spacewatch        |
| 378976 -           | 2008 UH244               | 26 ottobre 2008   | Mt. Lemmon Survey |
| 378977 -           | 2008 UG247               | 26 ottobre 2008   | Spacewatch        |
| 378978 -           | 2008 UV258               | 27 ottobre 2008   | Spacewatch        |
| 378979 -           | 2008 UJ259               | 27 ottobre 2008   | Spacewatch        |
| 378980 -           | 2008 UH263               | 27 ottobre 2008   | Spacewatch        |
| 378981 -           | 2008 UJ263               | 27 ottobre 2008   | Spacewatch        |
| 378982 -           | 2008 US267               | 28 ottobre 2008   | Spacewatch        |
| 378983 -           | 2008 UB270               | 28 ottobre 2008   | Spacewatch        |
| 378984 -           | 2008 UC272               | 28 ottobre 2008   | Spacewatch        |
| 378985 -           | 2008 UF279               | 28 ottobre 2008   | Mt. Lemmon Survey |
| 378986 -           | 2008 US282               | 28 ottobre 2008   | Mt. Lemmon Survey |
| 378987 -           | 2008 UO288               | 28 ottobre 2008   | Mt. Lemmon Survey |
| 378988 -           | 2008 UG289               | 28 ottobre 2008   | Spacewatch        |
| 378989 -           | 2008 UW289               | 28 ottobre 2008   | Spacewatch        |
| 378990 -           | 2008 UC290               | 28 ottobre 2008   | Spacewatch        |
| 378991 -           | 2008 UV291               | 6 ottobre 2008    | Spacewatch        |
| 378992 -           | 2008 UF295               | 29 ottobre 2008   | Spacewatch        |
| 378993 -           | 2008 US300               | 29 ottobre 2008   | Spacewatch        |
| 378994 -           | 2008 UK308               | 30 ottobre 2008   | Spacewatch        |
| 378995 -           | 2008 UG309               | 30 ottobre 2008   | CSS               |
| 378996 -           | 2008 UD314               | 30 ottobre 2008   | Spacewatch        |
| 378997 -           | 2008 UK316               | 30 ottobre 2008   | Spacewatch        |
| 378998 -           | 2008 UZ316               | 30 ottobre 2008   | Spacewatch        |
| 378999 -           | 2008 UY324               | 31 ottobre 2008   | Spacewatch        |
| 379000 -           | 2008 UN330               | 23 ottobre 2008   | Spacewatch        |